# Cistre

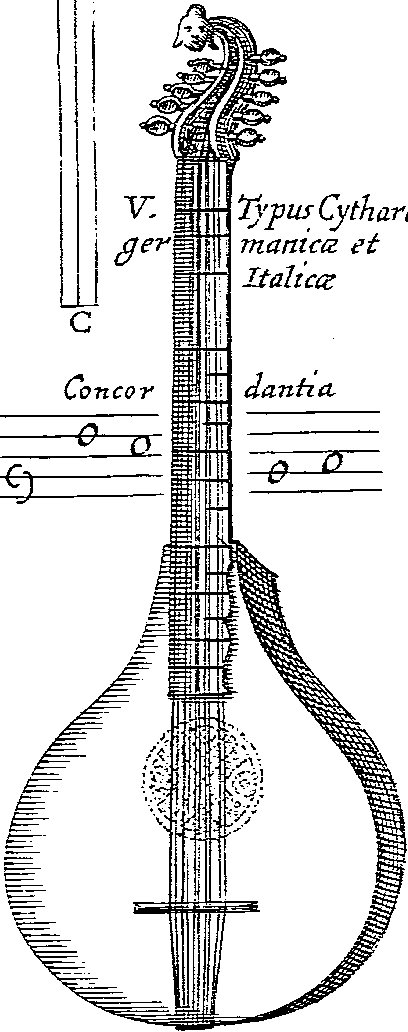
Ilustração de um cistre (chamado cythara Italica et Germanica para distinguir de outros instrumentos chamados "cítara"), da obra Musurgia Universalis de Athanasius Kircher

O cistre ou a cítola é o nome atribuído a vários instrumentos musicais, duma família de cordofones beliscados (seja com os dedos seja com um plectro), com caixa de ressonância periforme e táboas planas, e a boca guarnecida por uma rosácea. Ordens de duas cordas são predominantes nestes instrumentos que incluem o bandolim brasileiro, a Guitarra portuguesa, o Waldzither, qualquer cittern ou cistre, bem como Bouzouki irlandês.
O instrumento renascentista tem o braço dotado de trastos, acabando por uma cabeça ligeiramente inclinada, com uma voluta. Ao longo da história a posição das cravelhas mudou, ora sendo frontais, ora  laterais.
O número de cordas também foi mudando, mas a partir do séc. XVIII o número fixa-se em 6 pares de cordas. As cordas são metálicas e atravessam o cavalete, indo se fixar na parte inferior da ilharga através de pinos. A afinação também era diversa.
O cistre do séc. XIV era visulmente parecido com uma viela. No período da seu florescimento (sécs. XVI–XVIII) a caixa foi ganhando o formato periforme. Em Itália o cistre foi perdendo popularidade no séc. XVIII, sendo substituído pelo bandolim, e na Alemanha foi perdendo popularidade no séc. XIX, a favor da guitarra. Em Inglaterra o cistre manteve a sua popularidade durante mais tempo, ganhando aí caraterísticas morfológicas próprias. (Diga-se: Bandoer, Penorcon e o Orpharion descritos no Syntagma Musicum, de Praetorius). O instrumento inglês chegou a ser introduzido em Portugal no séc. XVIII, sendo conhecido em Portugal por guitarra inglesa.
Em algumas obras em língua portuguesa o cistre aparece com o nome de “cítara”. Trata-se de uma tradução deficiente, provavelmente por causa do inglês “cittern” ou do alemão “zittern”. A cítara (em inglês “zither” ou alemão “zither”), no entanto, é um instrumento diferente.